# Copa Chile 1980
Copa Chile 1980, eller officiellt "Copa Polla Gol", var 1980 års upplaga av fotbollsturneringen Copa Chile. Det fanns en turnering för den högsta divisionen och en för den näst högsta. Varje semifinalist i båda turneringarna fick ett poäng vardera i sin serie. Varje vinnare fick ytterligare en poäng.
Lag som vann med mer än 4 mål fick ytterligare en bonuspoäng, medan lag som spelade mållösa matcher, med andra ord oavgjort med resultatet 0-0, fick ett minuspoäng - med andra ord noll poäng för en oavgjord match.

## Primera División

### Grupp 1
| Plac. | Lag               | S | V | BP | O | MP | F | GM | IM | MSK | Poäng |
| ----- | ----------------- | - | - | -- | - | -- | - | -- | -- | --- | ----- |
| 1     | Cobreloa          | 6 | 4 | 2  | 1 | 0  | 1 | 13 | 6  | +7  | 11    |
| 2     | Iquique           | 6 | 2 | 0  | 2 | 0  | 2 | 9  | 12 | -3  | 6     |
| 3     | Coquimbo Unido    | 6 | 2 | 0  | 1 | 0  | 3 | 8  | 9  | -1  | 5     |
| 4     | Deportes Aviación | 6 | 1 | 0  | 2 | 0  | 3 | 11 | 14 | -3  | 4     |

S = spelade, V = vinster, BP = bonuspoäng, O = oavgjorda, MP = minuspoäng, F = förluster, GM = gjorda mål, IM = insläppta mål, MSK = målskillnad

### Grupp 2
| Plac. | Lag                 | S | V | BP | O | MP | F | GM | IM | MSK | Poäng |
| ----- | ------------------- | - | - | -- | - | -- | - | -- | -- | --- | ----- |
| 1     | Deportes Concepción | 6 | 5 | 1  | 0 | 0  | 1 | 13 | 10 | +3  | 11    |
| 2     | Naval               | 6 | 4 | 1  | 0 | 0  | 2 | 11 | 6  | +5  | 9     |
| 3     | Lota Schwager       | 6 | 1 | 0  | 1 | 0  | 4 | 4  | 7  | -3  | 3     |
| 4     | Green-Cross Temuco  | 6 | 1 | 0  | 1 | 0  | 4 | 7  | 12 | -5  | 3     |

S = spelade, V = vinster, BP = bonuspoäng, O = oavgjorda, MP = minuspoäng, F = förluster, GM = gjorda mål, IM = insläppta mål, MSK = målskillnad

### Grupp 3
| Plac. | Lag                | S | V | BP | O | MP | F | GM | IM | MSK | Poäng |
| ----- | ------------------ | - | - | -- | - | -- | - | -- | -- | --- | ----- |
| 1     | O'Higgins          | 8 | 4 | 3  | 3 | 1  | 1 | 18 | 8  | +10 | 13    |
| 2     | Magallanes         | 8 | 5 | 1  | 1 | 0  | 2 | 16 | 11 | +5  | 12    |
| 3     | Everton            | 8 | 3 | 1  | 2 | 0  | 3 | 15 | 22 | -7  | 9     |
| 4     | Santiago Wanderers | 8 | 1 | 1  | 3 | 0  | 4 | 13 | 15 | -2  | 6     |
| 5     | Audax Italiano     | 8 | 1 | 0  | 3 | 1  | 4 | 7  | 13 | -6  | 4     |

S = spelade, V = vinster, BP = bonuspoäng, O = oavgjorda, MP = minuspoäng, F = förluster, GM = gjorda mål, IM = insläppta mål, MSK = målskillnad

### Grupp 4
| Plac. | Lag                  | S | V | BP | O | MP | F | GM | IM | MSK | Poäng |
| ----- | -------------------- | - | - | -- | - | -- | - | -- | -- | --- | ----- |
| 1     | Colo-Colo            | 8 | 4 | 2  | 3 | 1  | 1 | 17 | 10 | +7  | 12    |
| 2     | Universidad de Chile | 8 | 3 | 1  | 3 | 2  | 2 | 12 | 10 | +2  | 8     |
| 3     | Universidad Católica | 8 | 3 | 1  | 2 | 1  | 3 | 12 | 13 | -1  | 8     |
| 4     | Palestino            | 8 | 2 | 0  | 1 | 0  | 5 | 16 | 20 | -4  | 5     |
| 5     | Unión Española       | 8 | 2 | 0  | 3 | 2  | 3 | 8  | 12 | -4  | 5     |

S = spelade, V = vinster, BP = bonuspoäng, O = oavgjorda, MP = minuspoäng, F = förluster, GM = gjorda mål, IM = insläppta mål, MSK = målskillnad

### Final
| Primera División Vinnare av Copa Chile 1980 |
| ------------------------------------------- |
| Chile                                       |
| Iquique 1:a titeln                          |

## Segunda División

### Grupp 1
| Plac. | Lag                  | S | V | BP | O | MP | F | GM | IM | MSK | Poäng |
| ----- | -------------------- | - | - | -- | - | -- | - | -- | -- | --- | ----- |
| 1     | San Marcos de Arica  | 8 | 5 | 0  | 0 | 0  | 3 | 16 | 8  | +8  | 10    |
| 2     | Deportes La Serena   | 8 | 4 | 1  | 1 | 0  | 3 | 14 | 12 | +2  | 10    |
| 3     | Deportes Antofagasta | 8 | 2 | 2  | 2 | 1  | 4 | 11 | 13 | -2  | 7     |
| 4     | Santiago Morning     | 8 | 3 | 0  | 2 | 1  | 3 | 11 | 15 | -4  | 7     |
| 5     | Deportes Ovalle      | 8 | 2 | 0  | 3 | 0  | 3 | 9  | 13 | -4  | 7     |

S = spelade, V = vinster, BP = bonuspoäng, O = oavgjorda, MP = minuspoäng, F = förluster, GM = gjorda mål, IM = insläppta mål, MSK = målskillnad

### Grupp 2
| Plac. | Lag               | S | V | BP | O | MP | F | GM | IM | MSK | Poäng |
| ----- | ----------------- | - | - | -- | - | -- | - | -- | -- | --- | ----- |
| 1     | Unión San Felipe  | 8 | 4 | 2  | 1 | 0  | 3 | 19 | 13 | +6  | 11    |
| 2     | San Luis          | 8 | 5 | 0  | 1 | 0  | 2 | 16 | 11 | +5  | 11    |
| 3     | Unión La Calera   | 8 | 4 | 1  | 2 | 1  | 2 | 16 | 11 | +5  | 10    |
| 4     | Trasandino        | 8 | 2 | 0  | 1 | 0  | 5 | 11 | 22 | -11 | 5     |
| 5     | San Antonio Unido | 8 | 2 | 0  | 1 | 1  | 5 | 5  | 10 | -5  | 4     |

S = spelade, V = vinster, BP = bonuspoäng, O = oavgjorda, MP = minuspoäng, F = förluster, GM = gjorda mål, IM = insläppta mål, MSK = målskillnad

### Grupp 3
| Plac. | Lag             | S | V | BP | O | MP | F | GM | IM | MSK | Poäng |
| ----- | --------------- | - | - | -- | - | -- | - | -- | -- | --- | ----- |
| 1     | Rangers         | 8 | 4 | 2  | 3 | 1  | 1 | 16 | 7  | +9  | 12    |
| 2     | Curicó Unido    | 8 | 2 | 0  | 5 | 2  | 1 | 10 | 9  | +1  | 7     |
| 3     | Talagante Ferro | 8 | 1 | 0  | 5 | 0  | 2 | 11 | 13 | -2  | 7     |
| 4     | Linares Unido   | 8 | 2 | 0  | 3 | 1  | 3 | 6  | 7  | -1  | 6     |
| 5     | Colchagua       | 8 | 1 | 0  | 4 | 0  | 3 | 12 | 19 | -7  | 6     |

S = spelade, V = vinster, BP = bonuspoäng, O = oavgjorda, MP = minuspoäng, F = förluster, GM = gjorda mål, IM = insläppta mål, MSK = målskillnad

### Grupp 4
| Plac. | Lag           | S | V | BP | O | MP | F | GM | IM | MSK | Poäng |
| ----- | ------------- | - | - | -- | - | -- | - | -- | -- | --- | ----- |
| 1     | Malleco Unido | 8 | 7 | 0  | 1 | 0  | 0 | 10 | 3  | +7  | 15    |
| 2     | Huachipato    | 8 | 5 | 2  | 1 | 0  | 2 | 19 | 9  | +10 | 13    |
| 3     | Iberia        | 8 | 1 | 0  | 2 | 0  | 5 | 6  | 11 | -5  | 4     |
| 4     | Independiente | 8 | 1 | 0  | 3 | 2  | 4 | 5  | 9  | -4  | 3     |
| 5     | Ñublense      | 8 | 1 | 0  | 3 | 2  | 4 | 4  | 12 | -8  | 3     |

S = spelade, V = vinster, BP = bonuspoäng, O = oavgjorda, MP = minuspoäng, F = förluster, GM = gjorda mål, IM = insläppta mål, MSK = målskillnad